# Aachener Landgraben

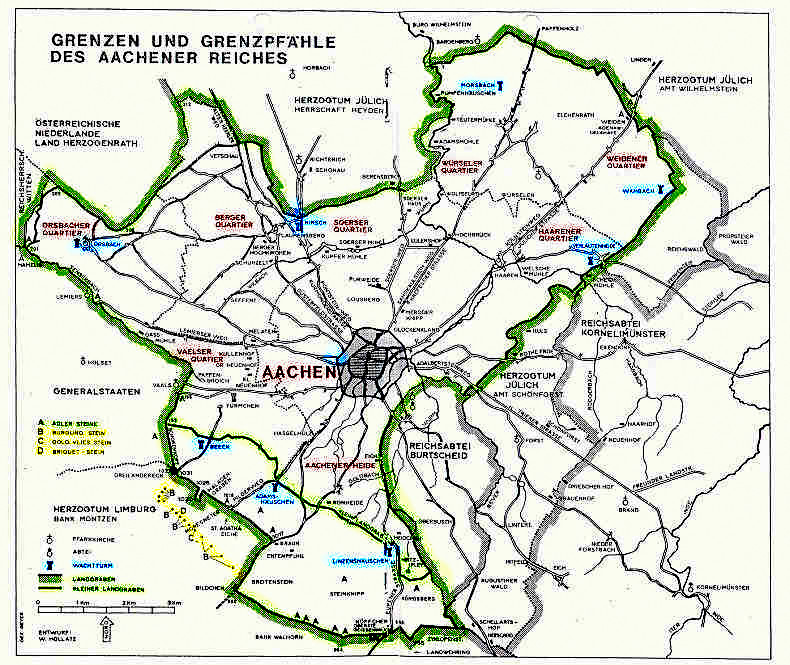
Grenzen und Grenzpfähle des Aachener Reiches

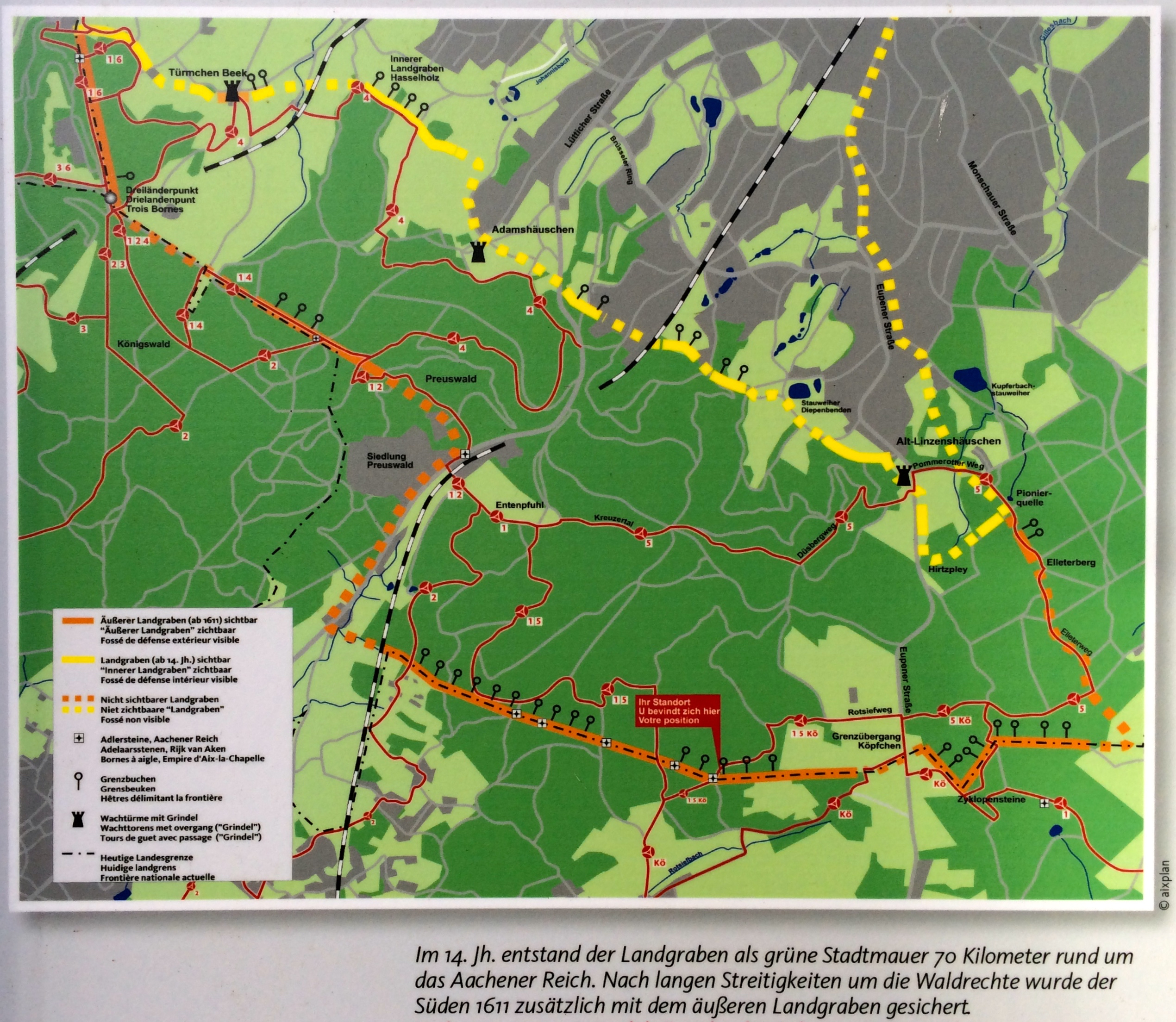
Beschreibung des Verlaufs des inneren und äußeren Landgrabens auf einem Hinweisschild im Aachener Wald

Der Aachener Landgraben ist die Bezeichnung für die Befestigungsanlage entlang des fast 70 km langen Grenzverlaufs des ehemaligen Aachener Reichs. Einzelabschnitte lassen sich bereits für das 14. und 15. Jahrhundert belegen, aber erst Anfang des 17. Jahrhunderts wurde der Bau der Landwehr durchgängig abgeschlossen und am 11. April 1611 durch Albrecht VII. von Habsburg, dem amtierenden Regenten der Spanischen Niederlande in Brüssel, mit den Schöffen und dem Stadtrat in Aachen vertraglich legitimiert.
Im Bereich des Aachener Stadtwaldes wurde der Landgraben als Doppelsicherungslinie angelegt, zum einen am südlichen Rand des Waldes entlang des offiziellen Grenzverlaufs und zum anderen durch den inneren oder kleinen Landgraben an der nördlichen und der Stadt zugewandten Seite des Stadtwaldes. Darüber hinaus wurden entlang des äußeren Walles an Stellen, wo der Landgraben von Straßen, Wegen oder Pfaden durchbrochen wurde, insgesamt 138 Grenzsteine eingelassen, von denen derzeit noch etwa 20 auffindbar sind. Sie sind mit dem Wappen der Stadt Aachen, dem Adler, graviert und werden deshalb „Adlersteine“ genannt.
Der äußere Landgraben ist überwiegend nur noch im Verlauf der deutsch-belgischen Grenze und der innere nur noch in Einzelabschnitten sichtbar erhalten geblieben. Diese Abschnitte wurden 1988 auf Grund ihrer historischen Bedeutung in die Liste der Bodendenkmäler in Aachen aufgenommen und ab 2008 als Teil der „Grün-Route“ der EuRegionale 2008 nach historischen Vorlagen wieder hergerichtet sowie die alten Patrouillenwege im Rahmen der „Grenzrouten“ als Wanderwege für die Bevölkerung begehbar gemacht. Trotz der Einstufung als Bodendenkmal ließ es sich nicht verhindern, dass im Bereich Tönnesrather/Eberburgweg ein Abschnitt offensichtlich weggerodet wurde.

## Geschichte

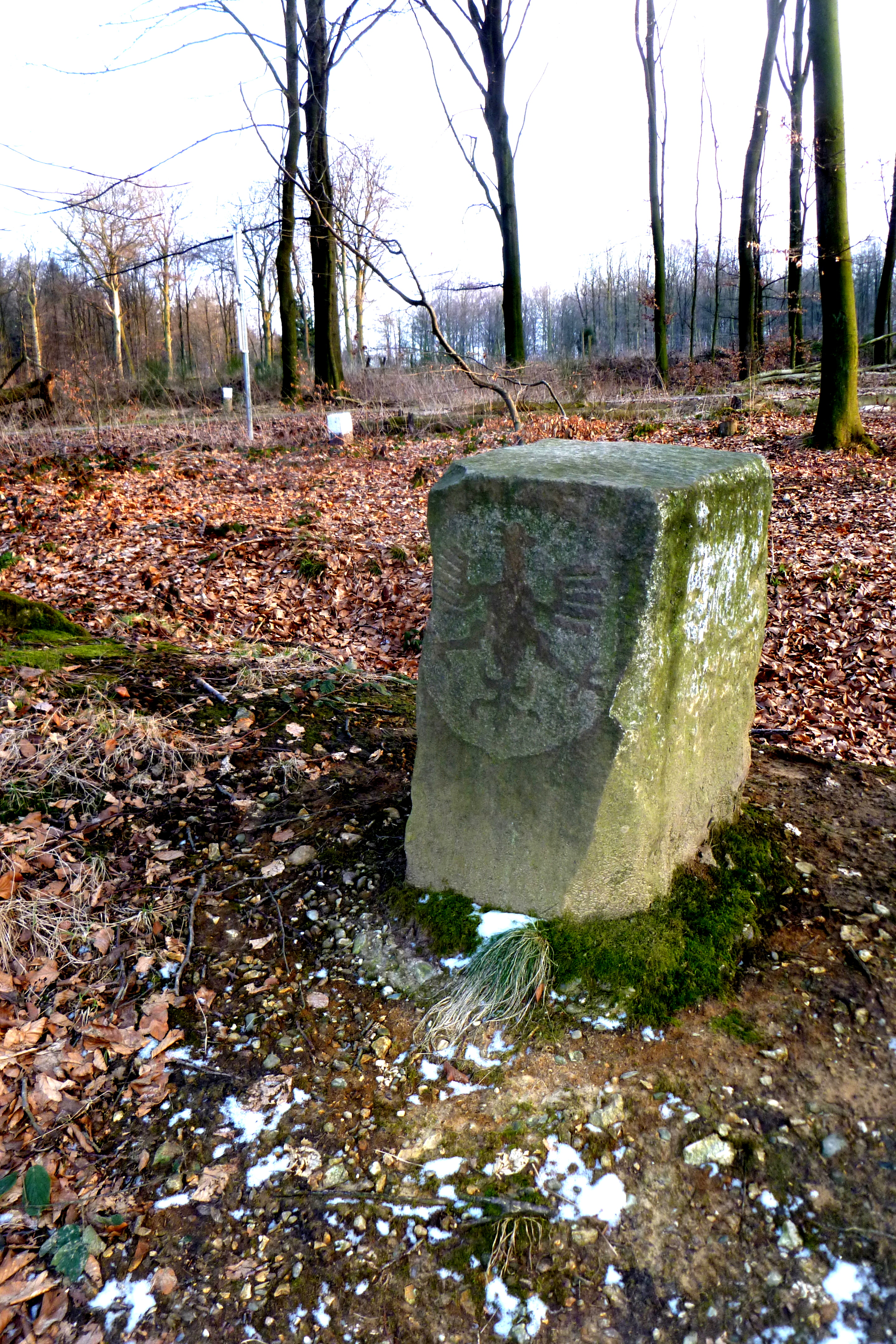
Adlerstein Nähe Grenze Moresneter Weg

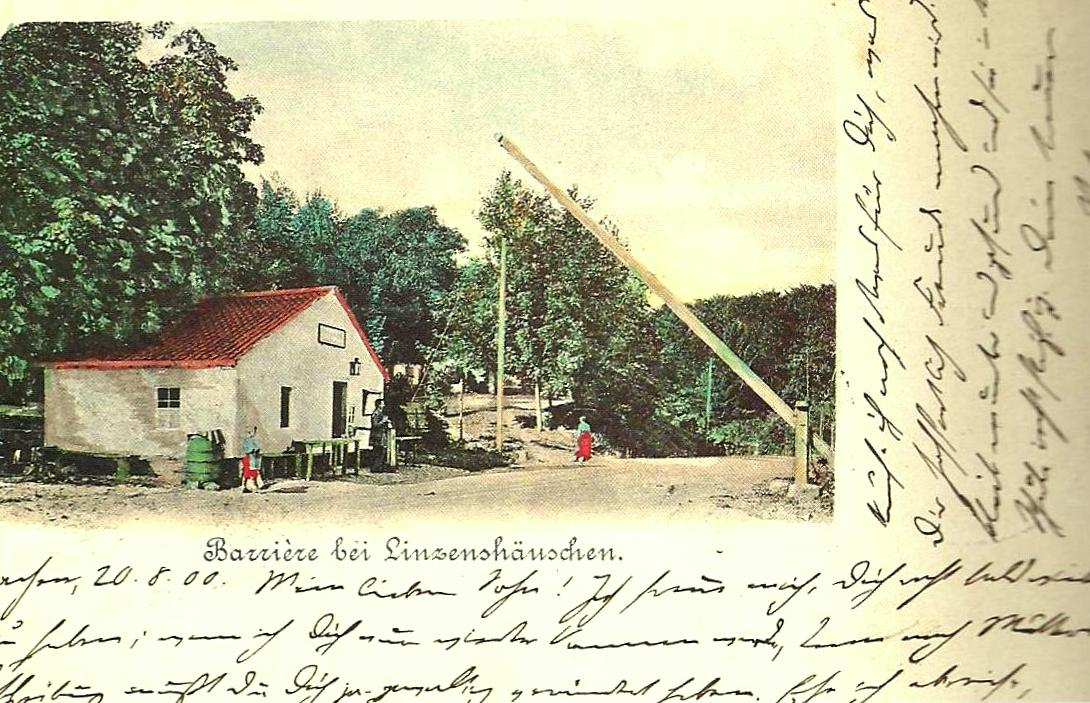
Ehem. Grindel bei Linzenshäuschen

Als im Jahr 1336 durch Kaiser Ludwig IV. der freien Reichsstadt Aachen die Stadtrechte bestätigt worden waren, gehörten zum Verantwortungsbereich der Stadtverwaltung das als Aachener Reich ausgewiesene Gebiet, welches den innerhalb der Barbarossamauer gelegenen Stadtbezirk sowie die außerhalb der Mauer gelegenen sieben Quartiere, die Aachener Heide, den Stadtbusch und den Reichswald umfasste. Diese Außenbezirke dienten unter anderem der land- und forstwirtschaftlichen Versorgung der Stadtbevölkerung und bedurften ebenso wie auch die Stadt selbst eines besonderen Schutzes, um sie vor Raub und durch feindliche Truppen zu schützen. Daher begann man bereits wenig später mit der Befestigung der Außengrenzen, wie es die Stadtrechnungen aus dem 14. Jahrhundert belegen, die mehrfach von „in fossura generali“ sprechen. Eine erste offizielle Teilanerkennung erhielt die Grenzsicherung im Jahr 1419 durch den Jülicher Herzog Rainald, der eine Landwehr an der nördlichen und östlichen Grenze des Aachener Reiches akzeptierte. Doch erst im Jahr 1611 wurde schließlich der gesamte und mittlerweile rundum Aachen befestigte Landgraben vertraglich legitimiert und mit Adlersteinen bestückt. Dennoch gab es immer wieder besonders im Stadtwald, der von den Nachbarländern meist gemeinsam genutzt wurde, vereinzelt Unstimmigkeiten bezüglich des Grenzverlaufs und die Zuordnungen einzelner Areale mussten erneut verhandelt werden. Im Verlauf dieser Streitigkeiten wurde noch 1611 dem Herzogtum Burgund die Waldparzelle „Königswald“ als Ausgleich für ein der Stadt Aachen abgetretenes Areal endgültig zugesprochen, die bereits seit 1439 von Herzog Philipp III. von Burgund beansprucht worden war und nun im Jahr 1615 mit den so genannten „Burgundersteinen“ abgesteckt wurde, von denen noch einige erhalten sind.
Die mittlerweile geschlossene Außenabsicherung war lediglich von den ehemaligen Königswegen und Heerstraßen, angelegten Fernwegen und mehreren Wirtschaftswegen durchbrochen, deren Durchgänge, auch als Grindel bezeichnet, mit Balken und Schlagbäumen gesichert waren. Die Kontrolle des Zustandes der gesamten Befestigungsanlage und der Adlersteine oblag der Stadt Aachen, die einmal jährlich unter Leitung der abgestandenen (vorjährigen) Bürgermeister eine berittene Truppe zusammenstellte, welche unter anderem die Werk- und Baumeister, Stadtsoldaten, die örtlichen Revierförster sowie Personal für Küche und Pferde angehörten. Diese meist dreitägige Inspektion wurde laut Überlieferung jeweils mit einem rauschenden Fest abgeschlossen.
Bis zur Auflösung des Aachener Reichs nach dem Einmarsch der Franzosen im Jahr 1794 wurde der Landgraben regelmäßig kontrolliert und gewartet und danach sich selbst überlassen. Dies führte dazu, dass er in vielen Abschnitten dem späteren Siedlungsbau oder der Landwirtschaft zum Opfer fiel und dort, wo er erhalten geblieben war, der Verwitterung, Erosion und Verwilderung preisgegeben wurde. Einige der heutigen Straßenbezeichnungen, auch mit dem Zusatz „Hag“ oder „Haag“ für Hecke bzw. für Umzäunung, Umfriedung, Gehege, deuten noch auf den Verlauf des ehemaligen Landgrabens hin.

## Verlauf  und Anlage

### Äußerer Landgraben

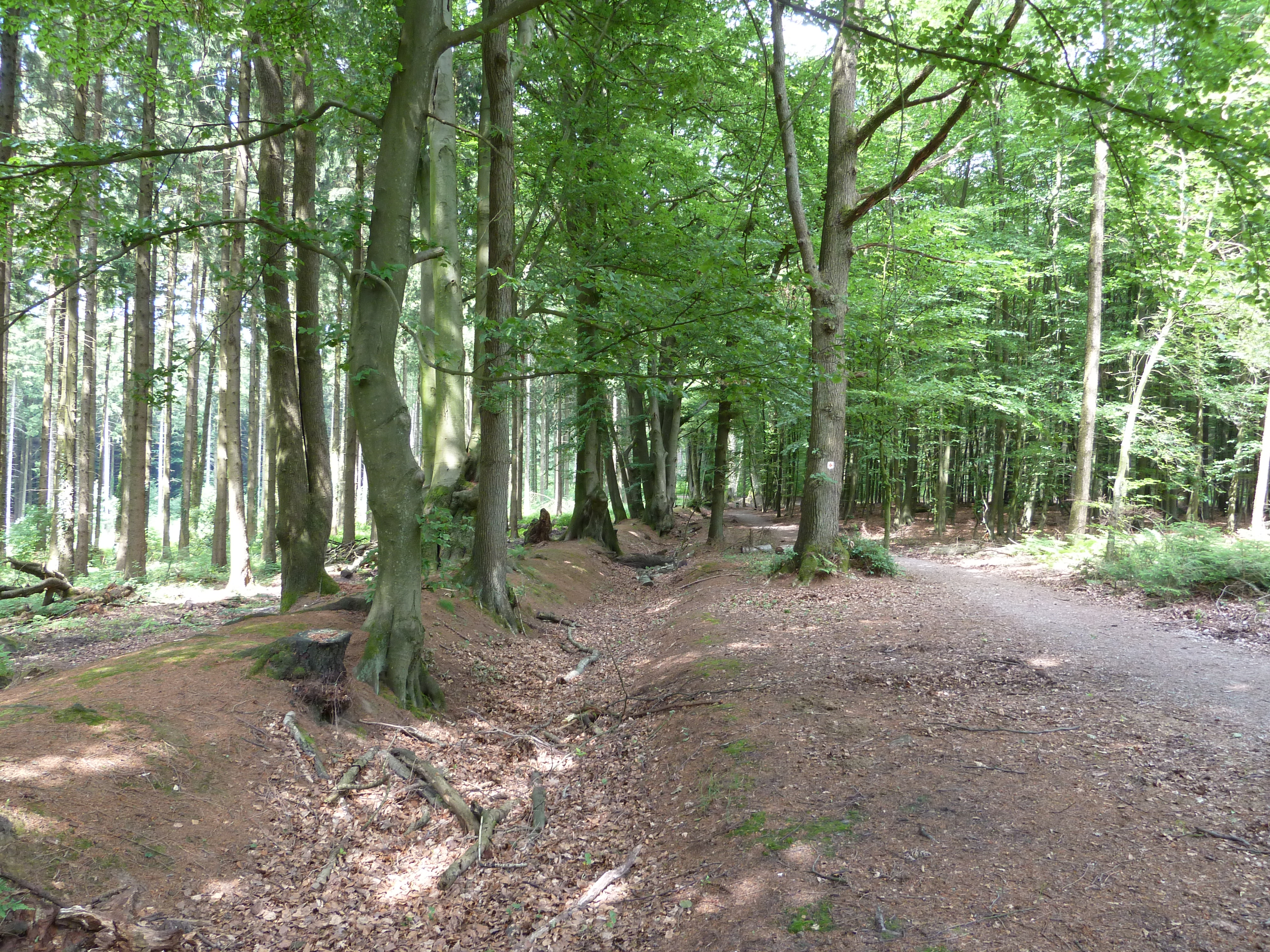
Äußerer Landgraben Nähe Zyklopensteine, stark verfüllt

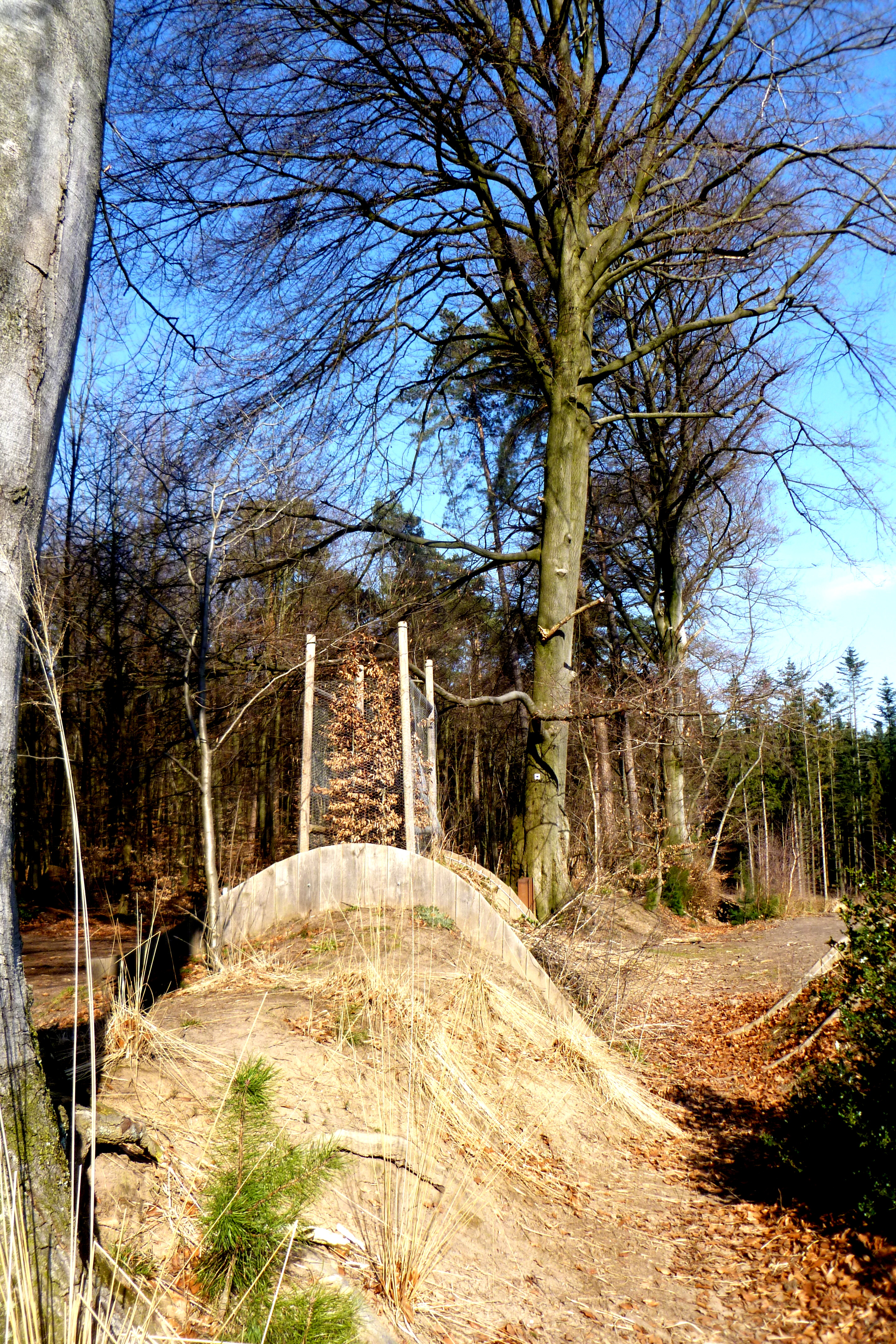
Äußerer Landgraben Nähe Hauset

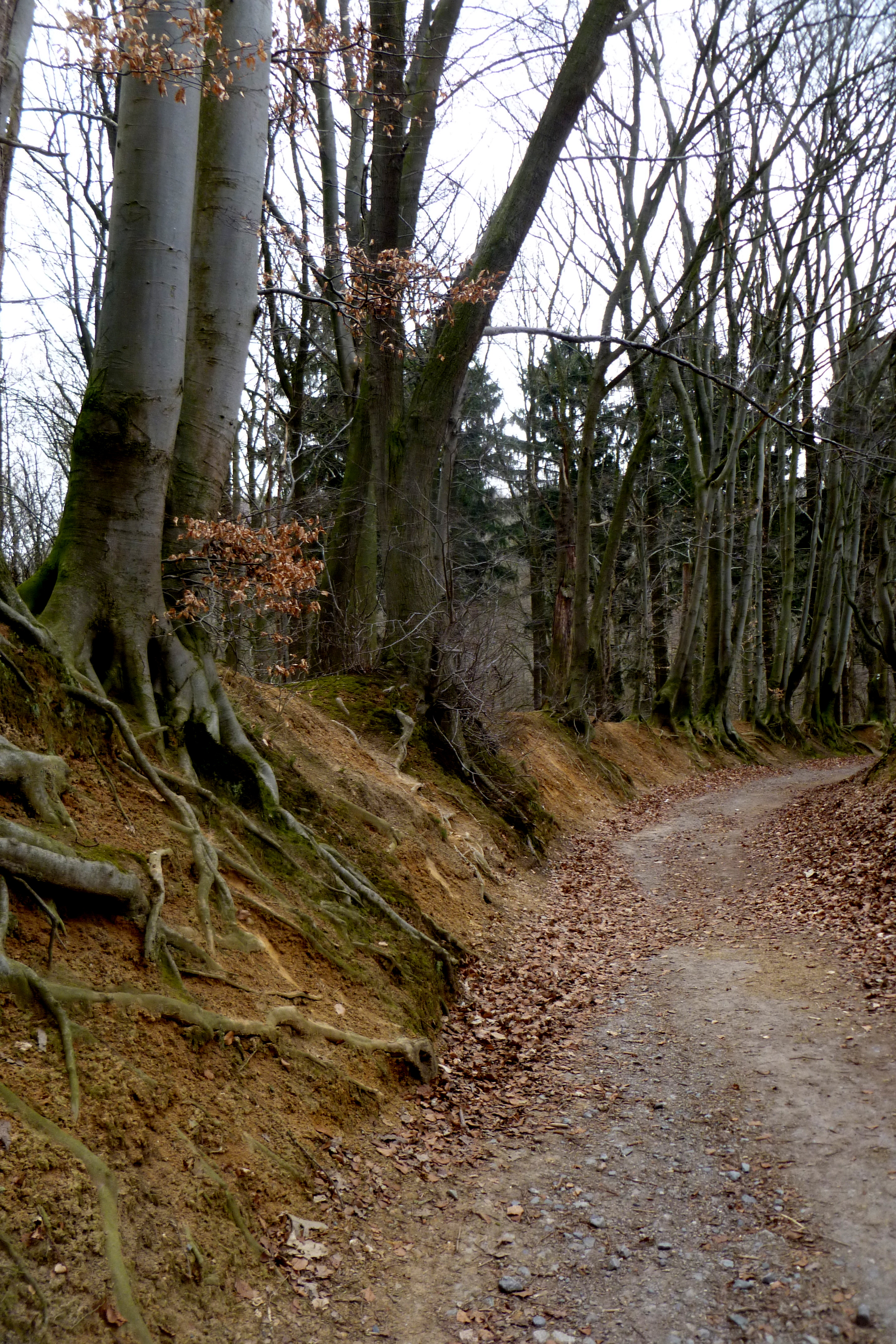
Äußerer Landgraben zwischen Berensberg und Wurmtal

Die Aachener Reichsgrenze und damit auch der ehemalige äußere Landgraben nutzte im Wesentlichen strategisch günstige geografische Strukturen wie beispielsweise vorhandene Höhenrücken und Bachverläufe aus und zog sich zunächst vom alten Grenzübergang in Vaals westwärts entlang des Senserbachs über Lemiers bis nach Mamelis, knickte hier nördlich parallel zum landwirtschaftlichen Weg mit der auf die ehemalige Grenzhecke hinweisenden Bezeichnung „Finkenhag“ ab und schwenkte bei Orsbach und dem dortigen Wachturm Burg Orsbach nordostwärts in Richtung zum Vetschauer Weg und dem Ort Vetschau. Bis dorthin sicherte der Landgraben die Grenze zu den Spanischen und später den Österreichischen Niederlanden ab sowie im weiteren Verlauf bis Rothe Erde zum Herzogtum Jülich.
Ab Vetschau verlief die Befestigungsanlage südwärts an den Niersteiner Höfen vorbei über dem Höhenzug von Laurensberg in Richtung Wehrturm Hirsch, wo die Befestigungsanlage kurz zuvor ostwärts schwenkte und über die heute als „Landgraben“ bezeichnete Straße sowie über die anschließende Berensberger Straße, die früher ebenfalls Landgraben hieß, bis hinunter zur Wurm in Höhe der Wolfsfurter Mühlen zog. Nun erstreckte er sich nordwärts entlang des Bachverlaufs bis zur Bardenberger Mühle, wo er wiederum ostwärts abknickte und nördlich des ehemaligen Wachturmes Morsbach und südlich des Ortes Bardenberg entlang verlief. Hier erinnern wiederum die Straßen „Landgraben“, „An der Landwehr“ und „Grindelstraße“ an den historischen Verlauf.
Hinter Bardenberg schwenkte der Landgraben südostwärts am Würselener Ortsteil Weiden vorbei bis kurz vor dem Gelände des heutigen Flugplatzes Aachen-Merzbrück, wo er dann nach Süden in Richtung des nicht mehr existierenden Wachturms Wambach abknickte, an welchen heute noch das Gut Wambach nahe dem Jüdischen Friedhof von Broichweiden erinnert. Danach verlief er weiter südwestwärts auf Verlautenheide zu, in Richtung des ebenfalls nicht mehr vorhandenen damaligen Wachtturms, auf den noch die Straße „Türmchenweg“ hinweist. Jetzt nutzte der Landgraben wieder den natürlichen Verlauf des Rödgener Baches am späteren Friedhof Hüls vorbei zu dem Platz, wo sich heute der Bahnhof Aachen-Rothe Erde befindet. Der letzte Teil dieses Abschnitts ist identisch mit der später angelegten Bahntrasse und die hier stadtseitig parallel verlaufende Straße namens „Reichsweg“ bezieht sich wieder auf die alte Stadtgeschichte.
Ab Rothe Erde zog der Landgraben nördlich und westlich um das Gebiet der Reichsabtei Burtscheid herum, wo er auf die Eupener Straße traf und hier dieser alten Trasse folgend in Richtung Süden verlief. Kurz vor dem ehemaligen Wachturm Alt-Linzenshäuschen schwenkte er leicht östlich parallel versetzt im Bereich des wiederum nach der Hecke benannten II. Roten Haag-Weges weiterhin in südlicher Richtung durch den Stadtwald über den Höhenrücken des Elleter Berges und stieß westlich von Grüne Eiche auf die Staatsgrenze zum früheren Herzogtum Limburg und dem heutigen Belgien. Hier knickte der Landgraben westwärts und zog fast geradlinig an den Zyklopensteinen und dem Zollamt Köpfchen vorbei in Richtung Zollamt Bildchen. Nach einem kurzen Nordostschwenk bis westlich von Gut Entenpfuhl, erstreckte er sich wieder in nordwestlicher Richtung zum Drei- bzw. Vierländereck, wo er dann nordwärts über den Höhenrücken des Vaalserberges und anschließend abwärts wieder zum alten Grenzübergang nach Vaals verlief.
Die Struktur der Befestigungsanlage des äußeren Landgrabens bestand bei einer Tiefe von etwa 20 Metern aus einem rund 4 m hohen Mittelwall und zwei 1,20 m hohen parallelen Nebenwällen, die zum Mittelwall hin durch einen etwa 4 m tiefen und wassergefüllten Graben getrennt waren. Der Mittelwall wurde mit einer eng gesetzten Hainbuchenhecke bepflanzt, die regelmäßig auf Mannshöhe gestutzt wurde, wodurch die Äste vor allem seitlich austrieben, sich miteinander verharkten und ein undurchdringliches Gebück bildeten. Zur weiteren Verdichtung wurde das Unterholz und die sich darin ausbreitenden Wildstauden und Schlingpflanzen verwildern gelassen. Somit betrug die zu überwindende Höhe für Eindringlinge vom Grabenboden bis zur Heckenhöhe fast 10 m. Die Nebenwälle selbst wurden nicht zusätzlich bepflanzt und am Fuße des der Stadt zugewandten Walles entlang verlief für die Patrouillen ein kombinierter Fuß-Reitweg.
Seit der Beendigung der regelmäßigen Wartung ab 1794 kam es im Bereich des noch bestehenden und entlang der deutsch-belgischen Grenze verlaufenden Landgrabens durch Erosion der Wälle größtenteils zur Verfüllung der Gräben und zur Verwilderung und Verschlammung der Kontrollwege. Ferner starben zahlreiche Buchen ab, welche dann entsorgt und als Brennholz verwertet wurden, wodurch insgesamt große Lücken entstanden und der Charakter einer durchgehenden dichten Hecke heutzutage nicht mehr vorhanden ist. Die heute noch vorhandenen Bäume sind verschossen und verwuchsen dabei zu bizarren Formen und so genannten „Harfenbäumen“. Nach Beginn der aktuellen Restaurierungsarbeiten ist dieser historische Verlauf des Landgrabens touristisch erschlossen worden und überwiegend durchgängig erwanderbar.

### Innerer Landgraben

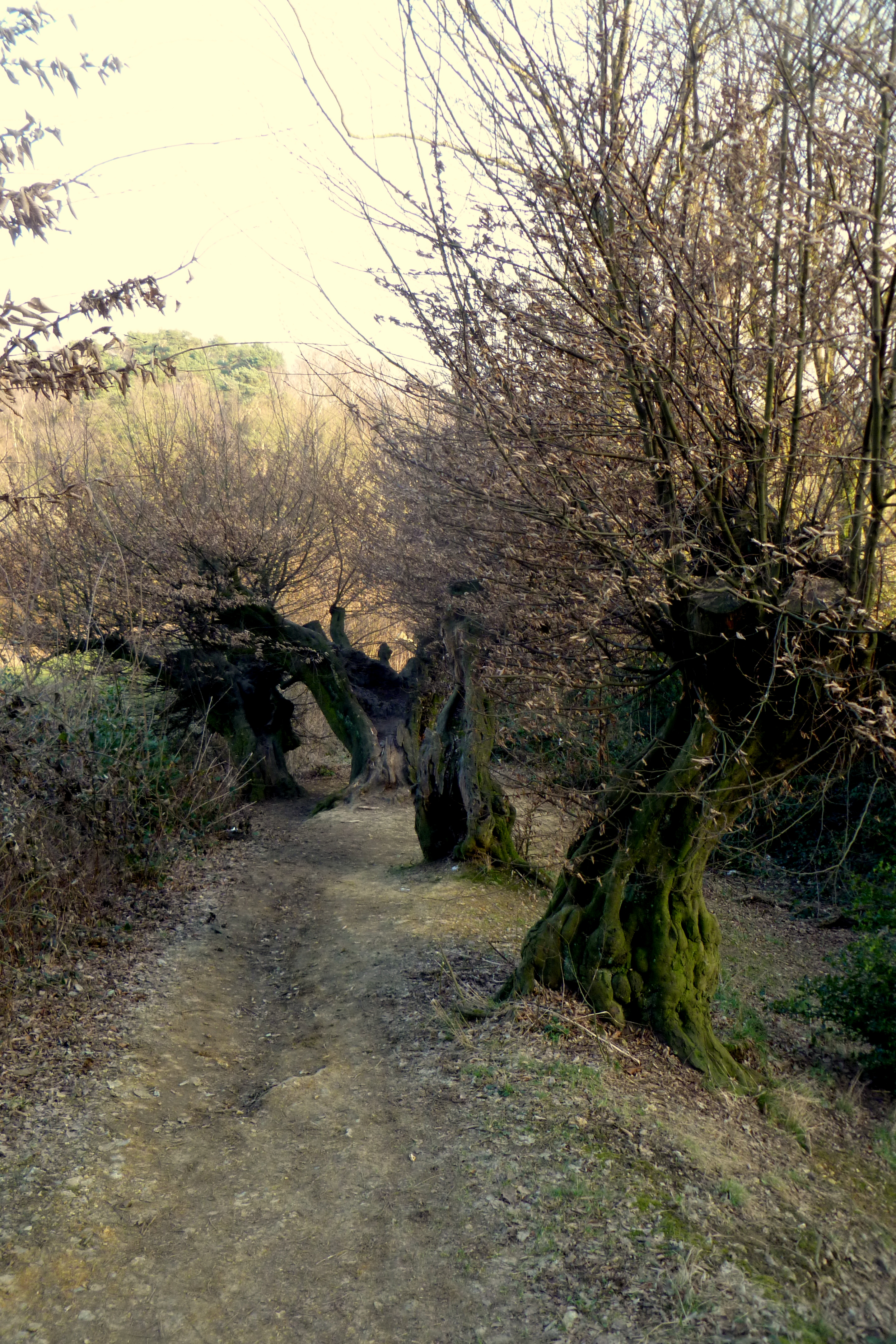
Innerer Landgraben in Höhe Philippionsweg

Der innere oder auch kleine Landgraben stellte keinen Grenzverlauf dar und diente lediglich als zusätzlicher Abwehrriegel zwischen dem Aachener Stadtwald und den landwirtschaftlichen Flächen im Süden und Südwesten vor der Stadt. Er zweigte kurz vor Alt-Linzenshäuschen auf Höhe des Grindelweges, der wiederum an eine alte Kontrollstation erinnert, nordwestwärts ab und zog dann an Gut Tönnesrath und Ronheide vorbei in Richtung Gut Hochgrundhaus am Von-Halfern-Park. Diesen durchquerte er und verlief nördlich an dem ehemaligen Wachturm Adamshäuschen und südlich an dem Weiler Gut Hasselholz vorbei, überquerte den Philippionsweg und stieg dann einen markanten Hohlweg am Rand des Friedrichswaldes hoch, der in den topografischen Karten als „Alter Landgraben“ bezeichnet wird. Danach schwenkte der Landgraben westwärts und stieg bergan zum ehemaligen Wachtturm Beeck, wo er kurz danach auf den Waldrand des Vaalserberges stieß und diesen an seinem östlichen und nördlichen Rand folgend weiter aufwärts verlief. Dort traf er zweihundert Meter nördlich des Wilhelminaturms wieder auf den äußeren Landgraben.
Diese Befestigungsanlage bestand aus zwei parallelen Wällen mit einem dazwischen verlaufenden wassergefüllten Graben und einem stadtwärts gelegenen Kontrollweg. Zur besseren Absicherung wurden hier beide Wälle in oben beschriebener Weise bepflanzt. Die Ausmaße der Anlage sind nicht genauer beschrieben, werden aber annähernd die Maße des äußeren Landgrabens gehabt haben.
Der kleine und mittlerweile stark verwitterte und gelichtete Landgraben ist nur noch abschnittsweise erhalten geblieben und auch nach den Restaurierungsarbeiten nicht durchgängig erwanderbar.